# ميخائيل ماكفيرسون
ميخائيل ماكفيرسون (بالإنجليزية: Michael McPherson)‏ هو متزلج فني أمريكي، ولد في 21 يوليو 1982.

## وصلات خارجية
- ميخائيل ماكفيرسون على موقع الاتحاد الدولي للتزلج (الإنجليزية)